# André Alexandre Verdilhan
André Alexandre Verdilhan, né à Marseille le 14 mars 1881 et mort dans la même ville le 21 juillet 1963, est un sculpteur et un peintre français.

## Biographie
Frère cadet de Louis-Mathieu Verdilhan, André Verdilhan suit les cours de l'école des Beaux-Arts de Marseille dirigée par Alphonse Moutte et se distingue particulièrement en sculpture. Il continue sa formation à Paris auprès du sculpteur italien Filippo Colarossi. En 1906, il participe au Salon des indépendants avec la présentation de différents bustes, dont celui de Paul Verlaine, et des masques, puis de 1910 à 1914. À partir de 1913, il est au Salon d'automne et dans des galeries parisiennes où il expose ses sculptures et ses peintures, notamment des scènes de genre : Parade du cirque Valat (1914) et Pêcheurs d’oursins (1920), mais aussi des portraits et des paysages. Sa renommée dépasse alors celle de son frère Louis-Mathieu qui doit ajouter les initiales de ses prénoms à sa signature. En 1918, il expose sept vues de Marseille, Toulon et le Havre à "l'Exposition des Peintres de la Mer" organisée par la Ligue Navale Française (section de Rouen) au musée de peinture de Rouen. 
La fédération des syndicats maritimes s'adresse à lui en 1913 pour réaliser un monument célébrant les victimes de la mer ; ce projet abandonné pendant la première guerre mondiale sera repris par le Comité marseillais de la marine marchande. André Verdilhan réalise donc un groupe en bronze, le monument aux héros et victimes de la mer qui se trouve derrière le Palais du Pharo à Marseille et sera inauguré le 14 juillet 1923. En 1936 il devient peintre du département de la Marine et participe à la décoration du paquebot  Normandie. Après 1945, il réalise surtout des natures mortes et des paysages.

## Distinctions
André Alexandre Verdilhan est nommé chevalier dans l'ordre national de la Légion d'honneur par décret du 13 février 1931.

## Œuvres dans les collections publiques
- Rouen, musée des Beaux-Arts : Mouette au-dessus des flots (1917), huile sur toile (90.5 x 160)[2]